# Itziar Ituño
Itziar Ituño Martínez (Basauri, 18 juni 1974) is een Spaanse actrice. Zij is vooral bekend vanwege haar rol als inspecteur Raquel Murillo in de Spaanse televisieserie La casa de papel.

## Biografie
Itziar Ituño volgde een acteeropleiding aan de Basauri Theater School. Zij studeerde ook sociologie. Ituño's moedertaal is Spaans, maar zij leerde Baskisch op haar 19e, wat haar de kans gaf te acteren in televisieseries op Baskische openbare zenders. Haar eerste televisierol was die van Nekane Beitia, een lesbische politievrouw, in de Baskische soap Goenkale. Ze speelde de rol tot het einde van de serie. Enkele jaren later verwierf ze grote bekendheid met haar rol van Raquel Murillo in La casa de papel.
Naast acteerwerk in films, theater en op televisie is ze ook zangeres in drie bands: Dangiliske, EZ3 en INGOT.

## Filmografie

### Televisie
- 1997: Agur Olentzero, agur (tv-film)
- 2000: Ander eta konpainia
- 2000-2001: Teilatupean
- 2002: Platos sucios
- 2002: Kilker Dema
- 2001-2015: Goenkale
- 2016: Cuéntame cómo pasó
- 2017: Pulsaciones
- 2017-2021: La casa de papel
- 2022: Intimidad
- 2023: Berlín

### Film
- 2001: Agujeros en el cielo
- 2003: El final de la noche
- 2005: Arkadia
- 2010: El cazador de dragones
- 2010: Izarren Argia
- 2014: Loreak
- 2014: Lasa y Zabala
- 2014: El Buen Mal
- 2015: Un otoño sin Berlin
- 2016: Igelak
- 2017: Errementari
- 2017: For the Good Times
- 2017: Tarde para el recreo
- 2018: Basque Selfie
- 2019: El silencio de la ciudad blanca

## Theater
- 2003: Izarrak/Estrellas
- 2004: Pakitarentzat Bakarrik
- 2005: Zeta/Seda
- 2005: Jostailuen Istorioak/Historia de juguetes
- 2007: Lapurzuola/Cueva de ladrones
- 2008: Grönholm Metodoa
- 2010: AURI-AURI
- 2010: Ilunpetan/El Apagón
- 2011: Amantalaren Ahotsa
- 2012: Herioa eta Dontzeila
- 2013-2014: Hitzak/Palabras
- 2016-2017: Koadernoa Zuri/Cuaderno en blanco (2016-2017)
- 2017: Desoxirribonucleico
- 2017: Funtzak
- 2018: Yo soy Pichichi